# Leucania abbas
Leucania abbas är en fjärilsart som beskrevs av George Thomas Bethune-Baker 1894. Leucania abbas ingår i släktet Leucania och familjen nattflyn. Inga underarter finns listade i Catalogue of Life.